# Válečný pamětní odznak 1848–1849
Válečný pamětní odznak 1848–1849 (německy Kriegsdenkzeichen 1848–1849) byl frankfurtské vyznamenání. Založen byl 21. února 1854 senátem Svobodného města Frankfurt. Byl udělován frankfurtským vojákům, kteří se na straně Německého spolku účastnili první války o Šlesvicko-Holštýnsko.

## Vzhled řádu
Odznakem je bronzový tlapatý kříž. Na jeho horním rameni je umístěn frankfurtský znak, korunovaná orlice, na dolním pak dubový věnec. Na bočních ramenech je vyryt nápis 1848 UND 1849. Na zadní straně je vyobrazeno heslo FÜR TREUEN DIENST IM KRIEGE (Za věrnou službu ve válce).
Stuha bílá s červenými postranními pruhy.